# Sottrum
Sottrum er en kommune der er hjemsted for administrationen i Samtgemeinde Sottrum, og har godt 6.200 indbyggere (2013). Den ligger i den sydvestlige del af Landkreis Rotenburg (Wümme), i den nordlige del af den tyske delstat Niedersachsen.

## Geografi
Byen er 2 kilometer fra nord til syd, og 1,5 km fra vest til øst. Den ligger omkring 32 kilometer øst for byen Bremen og 13 kilometer vest for landkreisens administrationsby,Rotenburg (Wümme). Omgivelserne er præget af moser skove og floddalene fra Wümme og Wieste.

### Inddeling
I kommunen Sottrum ligger ud over hovedbyen landsbyerne Stuckenborstel og Everinghausen, som blev indlemmet i kommunen ved områdereformen i 1974.

### Nabokommuner
Sottrum grænser mod nord til Reeßum (2,5 km), mod øst til Hassendorf (3 km), mod syd til Hellwege (5 km) og
mod vest til Landkreis Verden og kommunen Ottersberg (5,5 km).

## Trafik
Bundesstraße 75 går gennem Sottrum, og Stuckenborstel ved motorvejen A 1 ligger ca. 2 kilometer fra byen.
Byen har en station på Jernbanelinjen Wanne-Eickel–Hamburg, på hvilken metronom Eisenbahngesellschaft driver ruten Hamburg–Bremen.